# Cucumis maderaspatanus
Cucumis maderaspatanus ist eine Art aus der Gattung der Gurken (Cucumis) mit Verbreitung in den Tropen der Alten Welt. Die Art wächst in offenen Lebensräumen, meist an gestörten Stellen. Sie wird als Gemüse- und Heilpflanze genutzt.

## Beschreibung

### Vegetative Merkmale
Cucumis maderaspatanus ist eine rankende, verzweigte krautige Kletterpflanze mit ausdauerndem Wurzelstock, mit niederliegenden oder klimmenden Sprossachsen, die Längen bis zu drei oder vier Meter erreichen. Der Stängel ist steifhaarig, die Ranken einfach. Die Laubblätter sind vielgestaltig, mit breit eiförmiger, halbkreisförmiger oder spießförmiger Blattspreite, mit herzförmiger Basis, die Spreite ist tief gelappt oder in drei bis fünf Blättchen aufgelöst, wobei der mittlere Lappen oder das Mittelblättchen am größten sind. Die Blätter erreichen etwa zwei bis zehn Zentimeter Länge bei etwa gleicher Breite. Der Blattrand ist gezähnt, die Blattspitze (Apex) stumpf bis zugespitzt. Die Blätter besitzen einen Blattstiel von variabler Länge, etwa 0,5 bis 9 Zentimeter lang, sie sind beiderseits borstig behaart.

### Generative Merkmale
Männliche und weibliche Blüten sitzen in getrennten Blütenständen (selten sind in den männlichen einige weibliche beigemischt), die männlichen zu 2 bis 20, die weiblichen oft einzeln, selten bis zu 8. Die Blüten sind etwa 1 bis 3, selten bis 5 Millimeter lang gestielt. Die kleinen Blüten sind gelb gefärbt. Der Kelch besteht aus einer 1 bis 2 Millimeter langen Kelchröhre mit etwa genauso langen Kelchzipfeln, die fünf eiförmigen Kronblätter sind etwa 3 Millimeter lang. Die saftigen runden Früchte sind zu 1 bis 7 (selten 8), fast sitzend, in blattachselständigen Fruchtständen. Sie sind glatt, mit etwa 0,5 bis 1,5 Zentimeter Durchmesser, zunächst grün mit hellgrüner Streifung, später rot, mit dunkler Streifung oder ohne solche. Sie sind jung borstig behaart, später glatt und glänzend. Jede Frucht enthält etwa 10 bis 20 Samen.
Die Art kann in den Tropen das ganze Jahr über blühen und fruchten. In Pakistan wird eine Blütezeit von April bis Oktober, in China April bis August angegeben.

## Ökologie und Standort
Die Art wächst in einer Vielzahl offener Lebensräume, in offenem Strauchland, Savanne, Kulturland, Waldränder sommergrüner Wälder. Sie kommt in Thailand von Meereshöhe bis in 1300 m Höhe, in China von 400 bis 1700 m Höhe vor.

## Verbreitung
Cucumis maderaspatanus wächst in Indien, Sri Lanka, Pakistan, Bhutan, Nepal, China, Burma und Thailand. Verbreitungsangaben aus vielen weiteren Regionen, von Australien bis Afrika, sind irrtümlich, sie beziehen sich auf sehr ähnliche, heute abgetrennte Arten.

## Verwendung
Junge Blätter und Sprosse der Art werden in Südindien als Gemüse und zur Zubereitung von dosa genannten Pfannkuchen verwendet. Die Art wird wild besammelt, aber nicht als Kulturpflanze angebaut. Die Pflanze wird ethnomedizinisch und im Rahmen der Ayurveda genannten traditionellen indischen Heilkunst gegen eine Vielzahl von Krankheiten eingesetzt.

## Taxonomie und Systematik
Die Art wurde von Linné 1753 in seinem Werk Species Plantarum als Cucumis maderaspatanus erstbeschrieben. Sie wurde von anderen Autoren in die Gattungen Mukia oder Melothria transferiert und war bis in jüngste Zeit in den meisten Werken unter dem synonymen Namen Mukia maderaspatana (L.) M.Roem. aufgeführt. Weitere Synonyme sind Bryonia cordifolia L., Bryonia scabrella L.f. In Europa wurde sie durch Leonard Plukenet bereits 1691 in seinem Werk Phytographia unter dem Namen Cucumis Maderaspatensis fructu minimo bekannt. 1805 wurde sie zuerst durch William Roxburgh nach England eingeführt.
Die Gattung Cucumis, unter Einschluss verwandter und ähnlicher Gattungen, wurde im Jahr 2010 phylogenomisch, anhand einer Kombination mehrerer Kern- und Plastidengene untersucht. Dabei wurden frühere Ergebnisse von 2007 bestätigt, dass die Gattung Mukia in eine weiter gefasste Gattung Cucumis mit einbezogen werden muss. Außerdem zeigte sich, dass die bis dahin als polymorphe Sammelart aufgefasste Cucumis maderaspatanus aus Asien, Australien und Afrika in Wirklichkeit einen Komplex von mindestens neun verschiedenen Arten darstellt, die noch nicht einmal besonders nahe miteinander verwandt sind. Den neuen Ergebnissen zufolge kommt die echte Cucumis maderaspatanus nur in Ostasien vor. Die Gattung Cucumis, in der traditionellen Auffassung mit nur zwei Arten, umfasst nach neuer Auffassung etwa 25 Arten mit Heimat in den tropischen und subtropischen Breiten der Alten Welt. 
Die Art besitzt keine Bedeutung als Kulturpflanze, ihre Früchte werden nicht verwendet. Als „Madrasgurke“ (Madras cucumber) bezeichnete Früchte, die etwa auf südindischen Märkten angeboten werden gehören nicht zu dieser Art.